# Серкейра-Сезар
Серкейра-Сезар (порт. Cerqueira César)  —  муниципалитет в Бразилии, входит в штат Сан-Паулу. Составная часть мезорегиона Бауру. Входит в экономико-статистический  микрорегион Аваре. Население составляет 21.469 человек на 2022 год. Занимает площадь 503,640 км². Плотность населения — 42 чел./км².
Праздник города —  10 октября.

## История
Город основан 10 октября 1917 года, его девиз "Город, который заводит друзей".

## Экономика
Местная экономика основывается преимущественно на сельском хозяйстве (апельсины, сахарный тростник, соя, кукуруза, пшеница, кофе), свиноводстве, разведении коров и малых/средних предприятиях.
В области свиноводства муниципалитет Серкейра-Сезар занимает 10-е место по численности свиней в штате Сан-Паулу и 15-е место, если учитывать только поголовье свиноматок, всего насчитывая 106 тысяч свиней согласно данным IBGE за 2021 год.
Что касается разведения коров, то в тот же год на территории муниципалитета насчитывалось 20 400 голов крупного рогатого скота, что ставит его на 254-е место в рейтинге штата в этом секторе; 450 азиатских буйволов, что соответствует 99-му месту в штате; 250 лошадей (450-е место в штате); 7000 кур (450-е место в штате); 80 овец (575-е место в штате) и 21 коза (462-е место в штате).

## Статистика
- Валовой внутренний продукт на 2003 составляет 126.445.250,00 реалов (данные: Бразильский институт географии и статистики).
- Валовой внутренний продукт на душу населения на 2003 составляет 7.872,81 реалов (данные: Бразильский институт географии и статистики).
- Индекс развития человеческого потенциала на 2000 составляет 0,764 (данные: Программа развития ООН).

## География
Климат местности: субтропический. В соответствии с классификацией Кёппена, климат относится к категории Cfb.

## Галерея

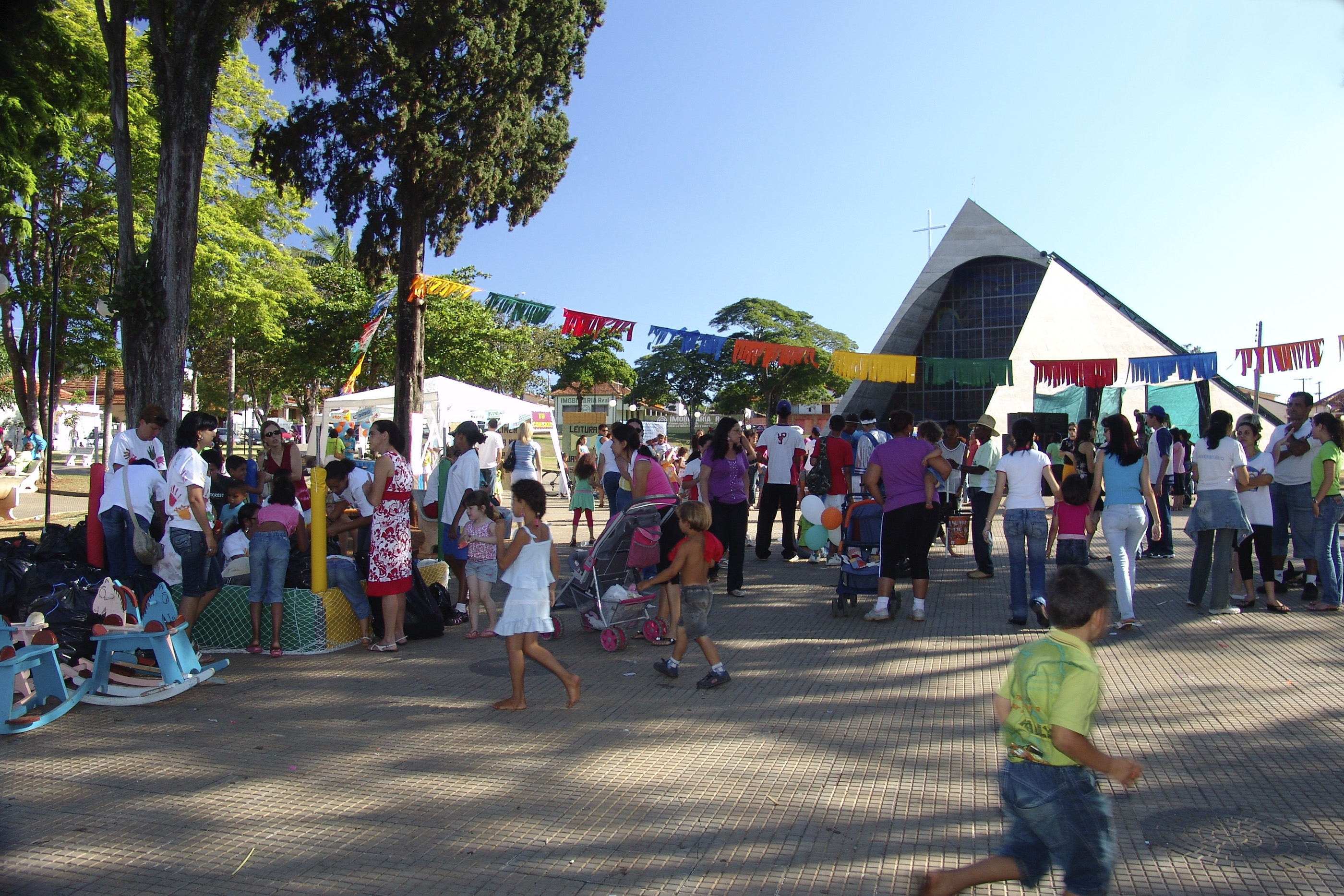
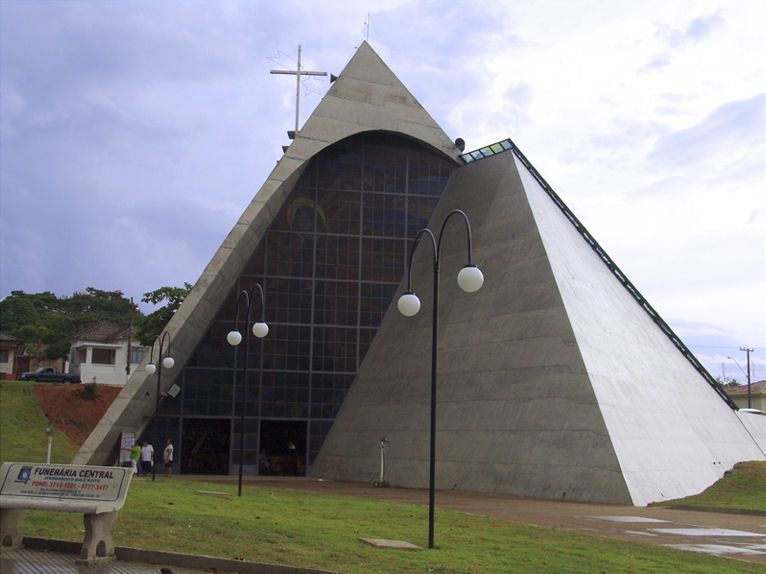
Собор
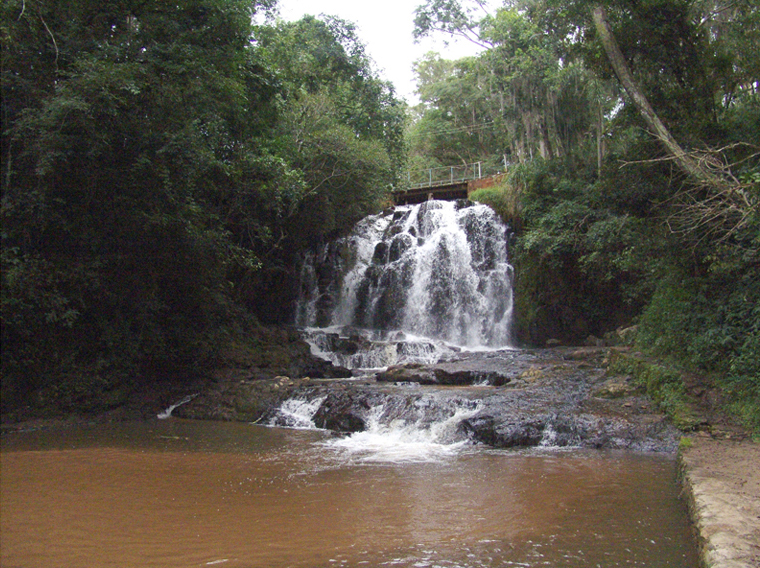
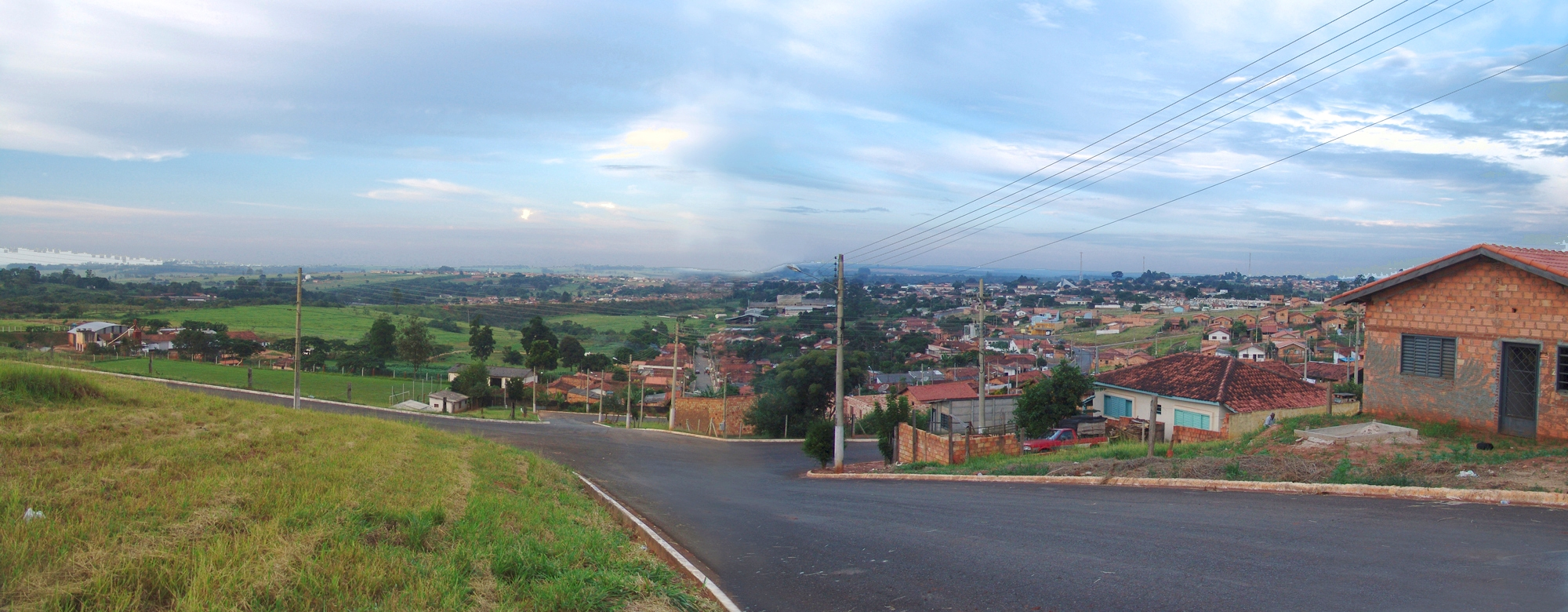
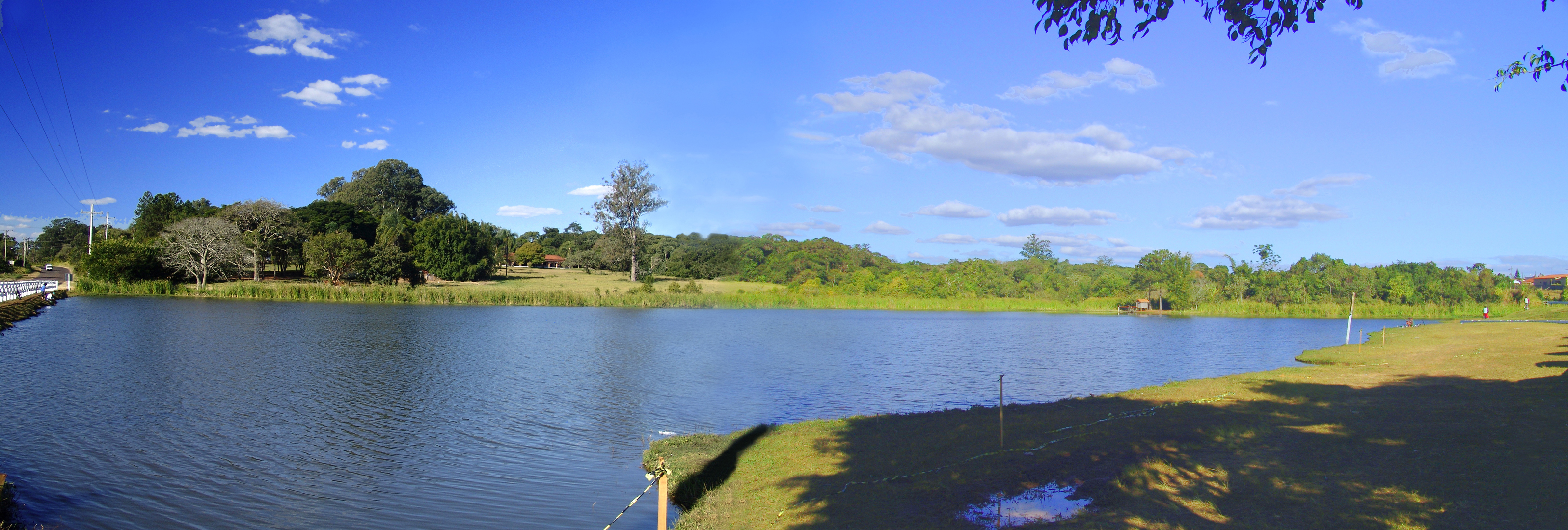